# Adrianus van der Steur
Adrianus van der Steur (Maartensdijk, 23 januari 1836 – Milaan, 30 oktober 1899) was een Nederlands architect te Haarlem. Hij was tevens gemeenteraadslid. Van der Steur hield kantoor aan de Grote Houtstraat 99.

## Biografie
Adrianus begon zijn loopbaan als landmeter en werd later gemeentearchitect van Wageningen (1858-1861) en vervolgens van Zaltbommel (1861-1865). In 1865 vestigde hij zich als zelfstandig architect in Haarlem, waar hij tot 1894 werkzaam bleef.
Samen met zijn zoon, prof. ir. J.A.G. van der Steur (1865-1948), ontwierpen zij in de periode van 1889 tot 1894 in onder meer Haarlem en Bloemendaal en omgeving samen ongeveer twintig villa's en herenhuizen. Deze werden voornamelijk gebouwd in de toen gebruikelijke Engelse landhuisstijl. Deze stijl is herkenbaar aan de met vakwerk versierde geveltoppen en wit stucwerk. Een ander kenmerk van van der Steurs stijl zijn de torenachtige uitbouwen met hun ranke spitsen.
Voorts was van der Steur onder meer de uitvoerende architect van de nieuwbouw van het Teylers museum aan het Spaarne, bouwde hij vele huizen en was hij de restauratiearchitect van de Grote of Sint-Bavokerk te Haarlem.

## Werken
- Dijkstoelhuis aan de Grebbedijk te Wageningen (1859-1860)
- Villa Anna aan het Kennemerplein 1 te Haarlem (1865)
- Villa Franca te Bloemendaal (1870)
- Huis Rustenburgh te Bloemendaal (1872)
- Pastorie van de hervormde gemeente aan het Kerkplein te Bloemendaal (1875)
- Remonstrantse kerk aan de Wilhelminastraat te Haarlem
- Villa Baarnstein te Baarn (1875)
- Villa Aschwing te Assen (1877)

## Voetnoten
1. ↑  www.wiewaswie.nl. Gearchiveerd op 14 augustus 2019.
2. ↑  NAI.nl. Gearchiveerd op 14 augustus 2019. Geraadpleegd op 13 januari 2015.
3. ↑  Biografische gegevens bij het RKD-Nederlands Instituut voor Kunstgeschiedenis
4. ↑  NAI.nl. Gearchiveerd op 15 oktober 2014.
5. ↑  www.kerkopdemarktschagen.nl. Gearchiveerd op 14 augustus 2019. Geraadpleegd op 13 januari 2015.